# Rafael Gyllenberg
Rafael Gideon Gyllenberg, född den 18 juni 1893 i Borgå, död den 29 juli 1982 i Åbo, var en finländsk teolog. Han var far till Helge Gyllenberg.
Gyllenberg utnämndes till professor i gammal- och nytestamentlig exegetik vid Helsingfors universitet år 1929. Han innehade den tjänsten till år 1934 då han blev professor i nytestamentlig exegetik vid Åbo Akademi. Den senare tjänsten innehade han till sin pensionering år 1964.
Han utgav bland annat Pistis (2 band, 1922, akademisk avhandling) och Kristusbilden i hebréerbrevet (1928) samt predikningar.